# Seututie 426
Pour les articles homonymes, voir Route 426.
La route régionale 426 (finnois : Seututie 426) est une route régionale allant du village Kuortti de Pertunmaa jusqu'au centre de Pertunmaa en Finlande,,.

## Présentation
La seututie 426 est une route régionale de Savonie du Sud.

## Parcours
- Pertunmaa
  - Kuortti
  - Pertunmaan kirkonkylä